# Légende des Héros
La Légende des Héros est un rallye-raid moto qui s'est couru entre le 18 février et le 4 mars 2006.

## Historique
Son instigateur, Hubert Auriol, désirait retourner aux sources du Paris-Dakar. Pour cette raison, tous les engagés sont des amateurs, la moto utilisée est une Yamaha XT 500 et les équipages, composés de trois personnes ne bénéficient pour l'assistance que d'un 4x4.
Comme au temps des premiers Paris-Dakar, le départ a lieu au pied de la tour Eiffel, les concurrents traversent la France, l'Espagne, le Maroc, la Mauritanie, pour terminer sur les rives du lac Rose.
L'expérience est reconduite pour 2007, les BMW R 65, 80 et 100 GS ont été elles aussi autorisées à être engagées.
Pour 2008, la compétition moto est scindée en deux catégories. Les catégories dites « Classique » ou « Open » opposent les machines fabriquées respectivement avant ou après 1995.

Parallèlement, la catégorie « Voiture » devient une catégorie à part entière, en formant une équipe de deux voitures ou en servant d'assistance à une moto.

## Palmarès
| Année | Classique           | Classique     | Open       | Open                | Voiture         | Voiture             |
| Année | Équipage            | Moto          | Équipage   | Moto                | Équipage        | Voiture             |
| ----- | ------------------- | ------------- | ---------- | ------------------- | --------------- | ------------------- |
| 2006  | Faucigny Mont-Blanc | Yamaha XT 500 | -          | -                   | -               | -                   |
| 2007  | Dakar Legend        | Yamaha XT 500 | -          | -                   | -               | -                   |
| 2008  | BDM BMW II          | BMW R65GS     | BDM BMW II | BMW G650 XChallenge | Canards Oranges | Toyota Land Cruiser |